# Donato Giuseppe Frisoni
Donato Giuseppe Frisoni (Laino, 1683 – Ludwigsburg, 29 novembre 1735) fu un architetto italiano vissuto fra il XVII e il XVIII secolo e attivo in Germania.

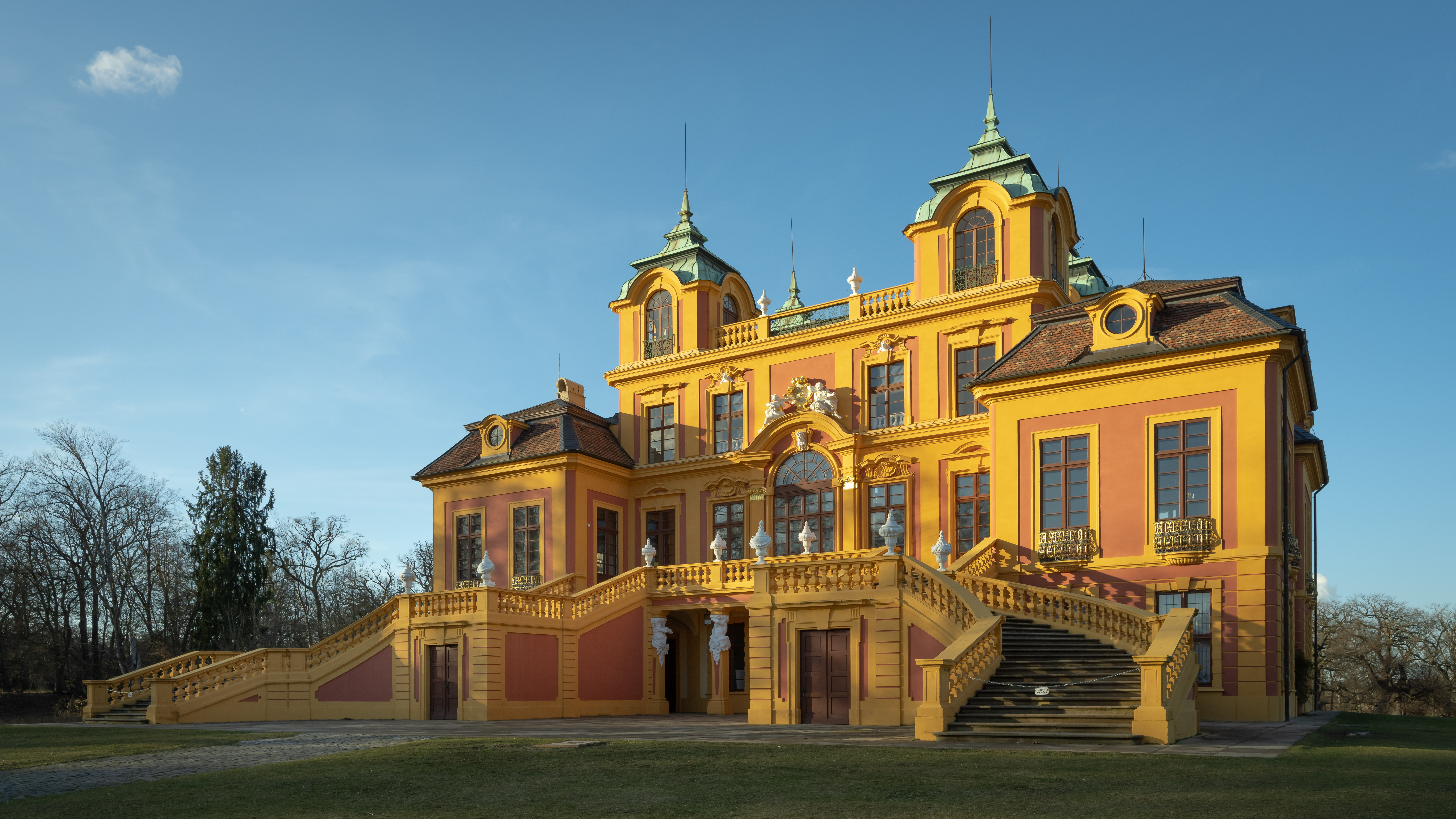
Il Castello Favorite a Ludwigsburg

Proveniva da un'antica famiglia di architetti (era, fra l'altro, cugino di Maurizio Pedetti, che ebbe come collaboratore a Ludwigsburg).

## Biografia
Dopo un breve periodo di formazione, si trasferì a Praga come stuccatore. Di lì nel 1709 Tommaso Soldati lo portò con sé a Ludwigsburg, nel cantiere del castello del duca Eberardo Ludovico di Württemberg.
Dal 1709 gli fu affidata la direzione di una propria squadra di costruttori. Sotto la sua responsabilità dal 1717 nacquero i piani per il palazzo residenziale dei duchi a Ludwigsburg e per la ristrutturazione dell'Abbazia di Weingarten
Il suo primo importante lavoro come architetto capo dal 1717 fu il Castello di caccia e divertimenti di Ludwigsburg, che fu completato nel 1723.
Nel 1726 Frisoni fu nominato colonnello. Dopo la morte del duca Eberardo, avvenuta il 31 ottobre 1731, il suo successore, duca Carlo Alessandro lo accusò di appropriazione indebita e di malversazione e lo licenziò.
Per il resto della sua vita Frisoni combatté contro queste accuse ma non ottenne mai la riabilitazione.
La sua vena fresca e leggiadra lo porta ad esprimersi senza eccessivo rigore e con libertà rispetto ai normali canoni della sua epoca, pur rimanendo aderente ai temi francesi e locali.